# Portos do Paraná
A Portos do Paraná - Administração dos Portos de Paranaguá e Antonina é uma empresa pública estadual que atua como a Autoridade Portuária responsável pela gestão dos portos públicos do estado do Paraná, que compreende os portos portos públicos de Paranaguá e Antonina. 
A Portos do Paraná é vinculada à Secretaria de Estado de Infraestrutura e Logística, com convênio de delegação portuária junto ao Governo Federal.

## Histórico
As primeiras estruturas portuárias na região do Porto de Paranaguá foram construídas por iniciativa privada no ano de 1872.
Em 1917, foram concluídas as instalações portuárias do Porto de Antonina, incluindo edificações industriais e casas para os funcionários do porto.
O Porto de Paranaguá foi inaugurado em 17 de março de 1935, com a atracação do navio Almirante Saldanha. O Porto foi denominado de Dom Pedro II, em homenagem ao Imperador do Brasil.
Em 1917, a administração do  Porto de Paranaguá passou a ser feita pelo Governo do Paraná.
Em 11 de julho de 1947, foi criada a autarquia Estadual que recebeu o nome de Administração do Porto de Paranaguá (APP).

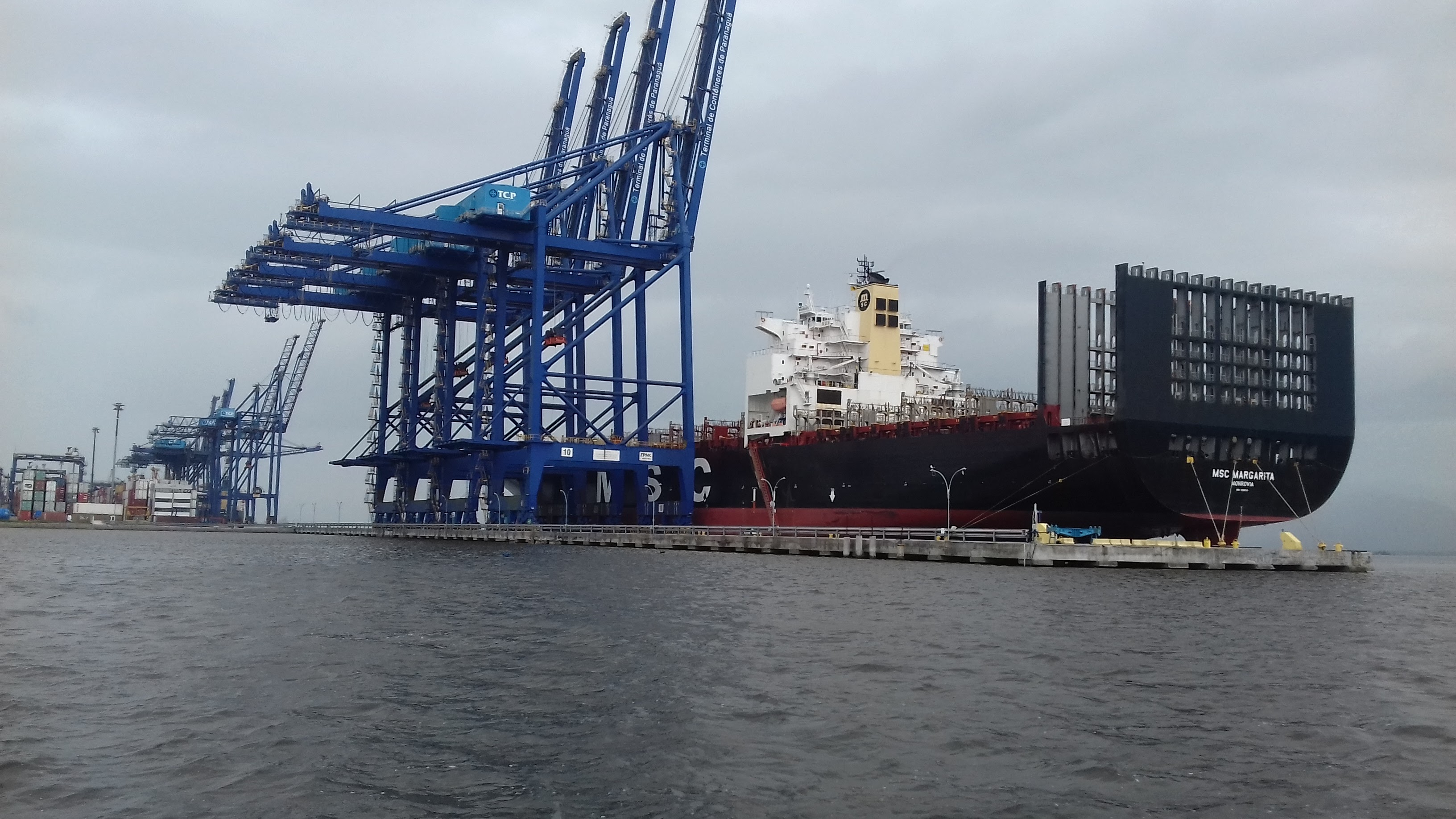
Navio ancorado no Porto de Paranaguá (PR)

Com o advento da lei  6.249, de 10 de novembro de 1971, a administração dos dois portos paranaenses foi unificada, tendo sido criada a Administração dos Portos de Paranaguá e Antonina (APPA).
Em 11 de dezembro de 2001, foi celebrado o Convênio de Delegação n. 037/2001, entre o estado do Paraná e a União, com validade de 25 anos, para gestão dos portos paranaenses. 
Em 2013, a partir da 17.895/2013, a autarquia Administração dos Portos de Paranaguá e Antonina (APPA) foi convertida em empresa pública.
Em março de 2019, passou a adotar a marca Portos do Paraná no lugar de Administração do Portos de Paranaguá e Antonina (APPA), mas manteve a razão social.
Em 2020, a renovação da delegação foi antecipada, com vigência por mais 25 anos, até 2051.